# Persone di nome Jefferson
| Questa pagina contiene informazioni ricavate automaticamente dalle voci biografiche con l'ausilio del template Bio e di un bot. L'aggiornamento è periodico e automatico e ricostruisce completamente la pagina. Se manca una persona in questa lista, sei pregato di non aggiungerla, ma accertati piuttosto che la sua voce biografica contenga il template Bio e che i dati anagrafici siano correttamente compilati. Se il template Bio manca, inseriscilo tu stesso o, in alternativa, metti l'avviso {{tmp\|Bio}} che ne segnala la mancanza. Se i dati riportati sono sbagliati, correggi direttamente la voce biografica; le modifiche saranno visibili in questa lista entro pochi giorni. Per chiarimenti vedi il progetto antroponimi. La lista contiene solo le 57 persone che sono citate nell'enciclopedia e per le quali è stato implementato correttamente il template Bio. Pagina aggiornata al 22 giu 2025. |

Questa è una lista di persone presenti nell'enciclopedia che hanno il nome Jefferson, suddivise per attività principale.

## Allenatori di calcio(1)
- Jefferson Louis, allenatore di calcio e ex calciatore inglese (Londra, n. 1979)

## Allenatori di calcio a 5(1)
- Jefferson Luiz Zeni, allenatore di calcio a 5 e ex giocatore di calcio a 5 brasiliano (Toledo, n. 1981)

## Attivisti(1)
- Jefferson Thomas, attivista statunitense (Little Rock, n. 1942 - Columbus, † 2010)

## Attori(1)
- Jefferson White, attore statunitense (n. 1989)

## Calciatori(35)
- Jefferson Angulo, ex calciatore colombiano (Pereira, n. 1986)
- Jefferson Arce, calciatore ecuadoriano (Quito, n. 2000)
- Jefferson Bernárdez, calciatore honduregno (La Ceiba, n. 1987)
- Jefferson Brenes, calciatore costaricano (Limón, n. 1997)
- Jefferson Castillo, calciatore cileno (Valparaíso, n. 1990)
- Jefferson Cuero, ex calciatore colombiano (Cali, n. 1988)
- Jefferson Cáceres, calciatore peruviano (Lima, n. 2002)
- Jefferson Duque, ex calciatore colombiano (Medellín, n. 1987)
- Jefferson Díaz, calciatore colombiano (San Andrés, n. 2000)
- Jefferson Encada, calciatore guineense (n. 1998)
- Jefferson Farfán, ex calciatore peruviano (Lima, n. 1984)
- Fessin, calciatore brasiliano (Campina Grande, n. 1999)
- Jefferson Intriago, calciatore ecuadoriano (Junín, n. 1996)
- Jefferson Galego, calciatore brasiliano (Marituba, n. 1997)
- Jefferson Mateus de Assis Estácio, calciatore brasiliano (Porto Alegre, n. 1994)
- Jefferson Andrade Siqueira, calciatore brasiliano (Guarulhos, n. 1988)
- Jefferson Baiano, calciatore brasiliano (Salvador, n. 1995)
- Jefferson Nascimento, ex calciatore brasiliano (Campo Formoso, n. 1988)
- Jeffinho, calciatore brasiliano (Volta Redonda, n. 1999)
- Jefferson Lerma, calciatore colombiano (Cerrito, n. 1994)
- Jefferson Mena, calciatore colombiano (Apartadó, n. 1989)
- Jefferson Montero, calciatore ecuadoriano (Babahoyo, n. 1989)
- Jefferson Murillo, calciatore colombiano (Palmira, n. 1992)
- Jefferson Nogueira Júnior, calciatore brasiliano (Campinas, n. 1994)
- Jefferson de Oliveira Galvão, ex calciatore brasiliano (São Vicente, n. 1983)
- Jefferson Orejuela, calciatore ecuadoriano (San Lorenzo, n. 1993)
- Kibe, calciatore brasiliano (Rio de Janeiro, n. 2000)
- Jefferson Gomes de Oliveira, calciatore brasiliano (Rio de Janeiro, n. 1988)
- Jefferson Savarino, calciatore venezuelano (Maracaibo, n. 1996)
- Jefferson Tabinas, calciatore filippino (Shinjuku, n. 1998)
- Jefferson Valverde, calciatore ecuadoriano (Guayaquil, n. 1999)
- Jefferson Nem, calciatore brasiliano (Jaboatão dos Guararapes, n. 1996)
- Yuri Matias, calciatore brasiliano (Campina Grande, n. 1995)
- Jefferson Junio Antônio da Silva, calciatore brasiliano (Jaraguá, n. 1997)
- Jefferson de Jesus Santos, calciatore brasiliano (Goiânia, n. 1993)

## Cestisti(1)
- Jefferson Andrade da Silva Antônio, cestista brasiliano (San Paolo, n. 1983)

## Ciclisti su strada(2)
- Jefferson Alveiro Cepeda, ciclista su strada ecuadoriano (n. 1996)
- Jefferson Alexander Cepeda, ciclista su strada ecuadoriano (n. 1998)

## Compositori(1)
- Jeff Beal, compositore e musicista statunitense (Hayward, n. 1963)

## Generali(1)
- Jefferson Columbus Davis, generale statunitense (Contea di Clark, n. 1828 - Chicago, † 1879)

## Giocatori di beach volley(1)
- Jefferson Bellaguarda, giocatore di beach volley brasiliano (Salvador, n. 1976)

## Giocatori di calcio a 5(2)
- Ciço, ex giocatore di calcio a 5 brasiliano (Florianópolis, n. 1981)
- Jefferson Gomes Pessoa, giocatore di calcio a 5 brasiliano (Paraíba, n. 1989)

## Giocatori di football americano(1)
- Jefferson Alexandre, giocatore di football americano francese (Parigi, n. 1989)

## Marciatori(1)
- Jefferson Pérez, ex marciatore ecuadoriano (Cuenca, n. 1974)

## Pallanuotisti(1)
- Jefferson Souza, pallanuotista brasiliano (Rio de Janeiro, n. 1908 - Petrópolis, † 1992)

## Politici(5)
- Jefferson Davis, politico e militare statunitense (Fairview, n. 1808 - New Orleans, † 1889)
- Jeff Miller, politico statunitense (St. Petersburg, n. 1959)
- Jeff Sessions, politico statunitense (Selma, n. 1946)
- Jefferson Shreve, politico statunitense (Indianapolis, n. 1965)
- Jeff Van Drew, politico statunitense (New York, n. 1953)

## Rugbisti a 15(1)
- Jefferson Poirot, rugbista a 15 francese (L'Isle-Adam, n. 1992)

## Truffatori(1)
- Soapy Smith, truffatore statunitense (Coweta County, n. 1860 - Skagway, † 1898)